# Passo de Forrest
O Passo de Forrest (75° 53' S 132° 34' O) é uma passagem montanhosa larga e coberta de gelo, que separa o Monte Bursey, na Cordilheira de Flood ao sul, da Serra de Lind ao norte, que forma a extremidade sul da Cordilheira de Ames. Ele foi mapeado pelo Serviço Geológico dos Estados Unidos com base em exames topográficos e fotos aéreas feitas pela Marinha dos Estados Unidos, 1959–65, e foi nomeado pelo US-ACAN em homenagem a Robert B. Forrest, que serviu no Programa Antártico dos Estados Unidos como um glaciologista e Investigador Principal da Fundação Nacional da Ciência em um estudo sobre movimentos do gelo, e membro da Travessia da Estação Byrd de 1962-63.